# Demesmaekerita
La demesmaekerita és un mineral de la classe dels òxids. Rep el nom pel geòleg belga Gaston Demesmaeker (1911-?), antic director de la Union Minière du Haut Katanga (UMHK).

## Característiques
La demesmaekerita és un òxid de fórmula química Pb₂Cu₅(UO₂)₂(SeO₃)₆(OH)₆·2H₂O. Cristal·litza en el sistema triclínic. La seva duresa a l'escala de Mohs es troba entre 3 i 4.
Segons la classificació de Nickel-Strunz, la demesmaekerita pertany a «04.JJ - Selenits amb anions addicionals, amb H₂O» juntament amb els següents minerals: marthozita, guil·leminita, piretita i haynesita.

## Formació i jaciments
Va ser descoberta a la mina Musonoi, situada a la localitat congolenya de Kolwezi, dins el districte homònim de la província de Lualaba. Només ha estat descrita en altres dos indrets més a tot el planeta: a Zálesí, a la regió d'Olomouc (República Txeca), i a la mina Eureka (La Torre de Cabdella, Pallars Jussà).